# 후설 원순 중모음
후설 비평순 중모음(後舌 非平脣 中母音) 또는 후설 원순 중모음(後舌 圓脣 中母音)은 모음의 하나이다.
- 이 홀소리는 닿소리가 되지 않을만큼 혀의 위치를 뒤로 해서 발음하는 후설모음이다.
- 이 홀소리는 입술을 둥글게 하고 발음하는 원순모음이다.
- 이 홀소리는 혀의 위치를 고모음과 저모음의 중간 위치로 해서 발음하는 중모음이다.

## 예시
| 언어               | 철자        | 발음     | 뜻          |
| 한국어             | 보리의 'ㅗ' | [po̞ˈɾi]  | 보리        |
| 태국어             | โต          | [to̞ː˧]   | 큰          |
| 핀란드어           | kello       | [ˈke̞lːo̞] | 시계        |
| 튀르키예어         | kol         | [kʰo̞ɫ]   | (인체의) 팔 |
| 표준 현대 그리스어 | πως         | [po̞s̠]    | 어떻게      |
| 표준 말레이어      | pokok       | [po̞.ko̞ʔ] | 나무        |
| 일본어             | 子          | [ko̞]     | 아이        |